# Luigi Schiavonetti

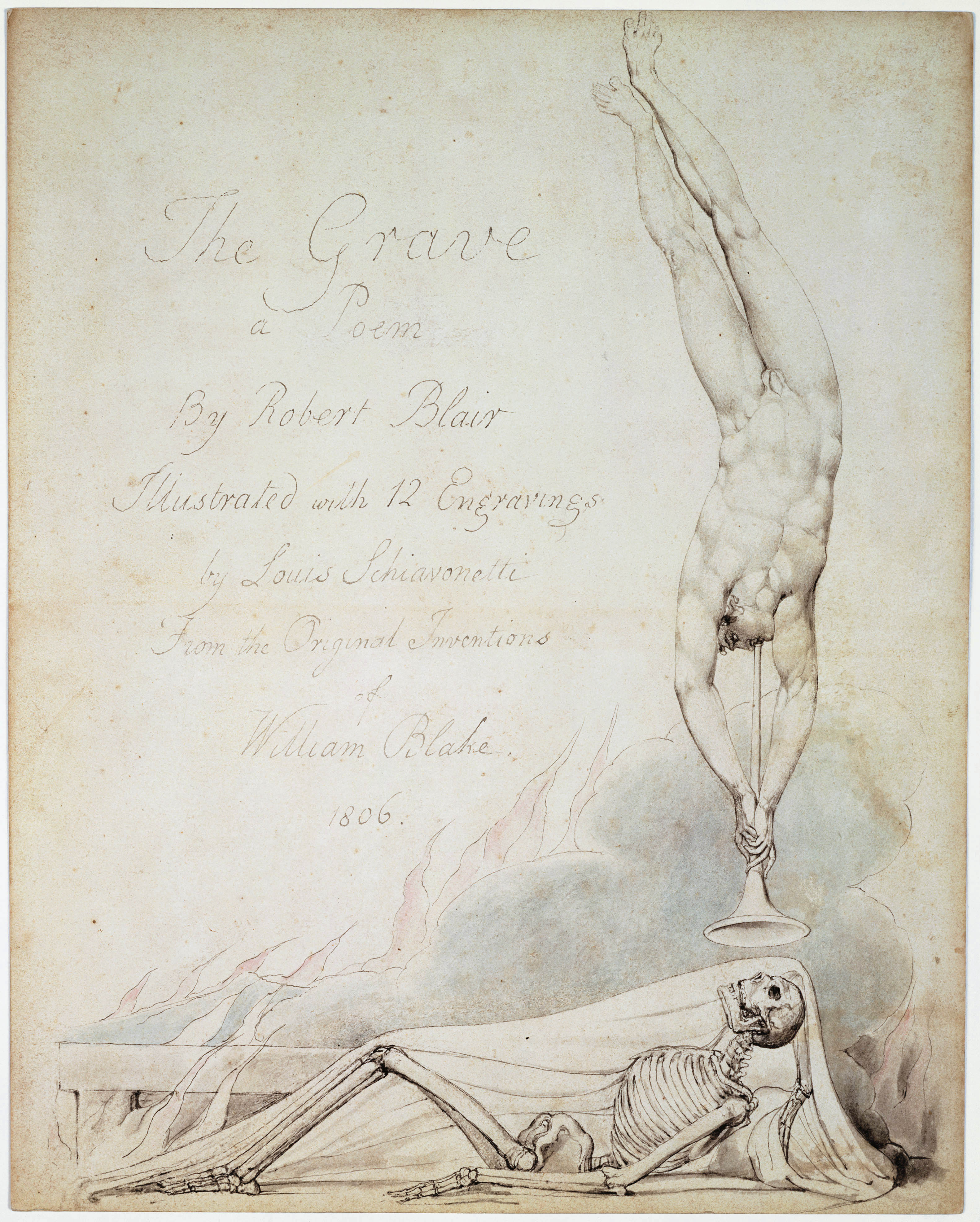
Frontespizio del poema The Grave di Robert Blair con i disegni di William Blake incisi da Schiavonetti

Luigi Schiavonetti (Bassano del Grappa, 10 febbraio 1764 – Londra, 7 giugno 1810) è stato un incisore e acquafortista italiano della Repubblica di Venezia, trasferitosi in Gran Bretagna dal 1790.

## Biografia
Divenne apprendista del pittore Giulio Golini all'età di tredici anni, dedicandosi in seguito alla tecnica dell'incisione.
Lavorò quindi per l'incisore Gaetano Testolini per il quale eseguì ottime imitazioni delle opere di Francesco Bartolozzi, artista dal quale Schiavonetti riprese lo stile, soprattutto la caratteristica tecnica punteggiata "a granito".
Nel 1790 Testolini fu invitato a Londra da Bartolozzi e non appena l'ultimo vide le imitazioni dei suoi lavori volle subito Schiavonetti al suo fianco, come primo assistente. Frequentò l'atelier di Giovanni Volpato e apprese la tecnica innovativa dell'acquatinta. Rimase in contatto con artisti di Bassano come Giovanni Vendramini e Domenico Pellegrini da cui trasse l'incisione Mort de Jean-Paul Marat, 1794. Per le sue incisioni scelse soggetti, storici, religiosi e letterari.
Nella sua carriera si dedicò molto all'illustrazione dei libri; tra le incisioni più celebri la Battaglia di Cascina di Michelangelo, Mater Dolorosa di Antoon van Dyck, La Descente des Troupes Anglaises en Egypte le 8me de Mars 1801 di Philippe-Jacques de Loutherbourg, Troilus and Cressida, Act V, Scene II di Angelica Kauffman per la versione illustrata del Boydell Shakespeare Gallery di William Shakespeare, un ritratto di Maria Cosway e un altro commissionato dalla stessa che sarebbe il primo ritratto apparso in Inghilterra di Napoleone Bonaparte.
Dal 1805 al 1808 fu ingaggiato per intagliare le illustrazioni di William Blake del poema The Grave di Robert Blair.
Eseguì inoltre ritratti della Regina di Prussia, del Duca di York e di William Blake.
L'intaglio per Canterbury Pilgrims di Thomas Stothard fu uno dei suoi ultimi lavori e che lasciò incompiuto alla sua morte; ripreso in seguito dal fratello minore Niccolò, venne ultimato dall'incisore James Heath.

### Opere
(parziale)
- J. Haydn, 1792, da Ludwig Guttenbrunn[1]
- I gridi di Londra, 12 tavole, 1793-94[1]
- La battaglia di Abukir, da Philip James de Loutherbourg[2]
- Battaglia di Cascina (il cartone di Pisa), da Michelangelo[2]
- Mater dolorosa, da Antoon van Dyck[2]
- Ritratto di Van Dyck sotto le spoglie di Paride[2]
- Ritratto di Nicola Berghem, da Rembrandt[2]
- La duchessa di C. che esce dalla caverna (Lettres sur l'éducation di Madame de Genlis), da Hyacinthe Rigaud[2]
- Elisabetta d'Inghilterra che apprende la morte di Maria Stuarda, da Richard Westall[2]
- Luigi XVI al tempio, da Charles Benazech[2]
- La felice riunione (Luigi XVI e Maria Antonietta che ricevono in Paradiso il delfino), da Domenico Pellegrini[2]
- La Descente des Troupes Anglaises en Egypte le 8me de Mars 1801, da Philippe-Jacques de Loutherbourg
- Troilus and Cressida, Act V, Scene II, da Angelika Kauffmann (per la versione illustrata del Boydell Shakespeare Gallery di William Shakespeare)
- Ritratto di Maria Cosway